# Doraemon: Nobita no daimakyō
Série
Doraemon: Nobita no uchū kaitakushi
(1981) Doraemon: Nobita no kaitei kiganjō
(1983)
Pour plus de détails, voir Fiche technique et Distribution.
Doraemon: Nobita no daimakyō (ドラえもん のび太の大魔境, littéralement « Doraemon : Nobita et le Palais du grand démon ») est un film japonais réalisé par Hideo Nishimaki, sorti en 1982.

## Synopsis
Nobita est coincé à l'école : son professeur ne le laissera pas partir tant qu'il n'aura pas terminé ses devoirs. Il arrive finalement à partir et rencontre un chien sale et fatigué sur le chemin du retour. Il veut l'aider mais ne peut pas. Alors que sa mère l'envoie au marché, il croise à nouveau le chien. Celui-ci le suit et il essaie de le chasser. Finalement, le chien aide Nobita à retrouver le porte-monnaie de sa mère et il décide de l'adopter et de le nommer Peko.
Nobita appelle ensuite Doraemon pour partir à l'aventure. Celui-ci a lancé une fusée pour explorer des endroits inexplorés du globe en prenant des images satellite, principalement en Afrique.

## Fiche technique
- Titre : Doraemon: Nobita no daimakyō
- Titre original : ドラえもん のび太の大魔境
- Titre anglais : Doraemon: Nobita and the Haunts of Evil
- Réalisation : Hideo Nishimaki
- Scénario : Fujiko F. Fujio d'après son manga
- Société de production : Fujiko Productions, Shin-Ei Animation, TV Asahi et Tōhō
- Pays :  Japon
- Genre : Animation, aventure, comédie et science-fiction
- Durée : 91 minutes
- Dates de sortie : 
  - Japon : 13 mars 1982

## Doublage
- Noriko Ohara : Nobita Nobi
- Nobuyo Ōyama : Doraemon
- Mari Shimizu : Peko / le prince Kuntakku
- Sachiko Chijimatsu : Tamako Nobi, la mère de Nobita
- Masayuki Katō : Nobisuke Nobi, le père de Nobita
- Kaneta Kimotsuki : Suneo Honegawa
- Yōko Kuri : Spiana
- Masahiko Murase : Brutus
- Ichirō Nagai : le professeur Kos
- Michiko Nomura : Shizuka Minamoto
- Hidekatsu Shibata : Sabel
- Sumiko Shirakawa : Hidetoshi Dekisugi
- Kazuko Sugiyama : Chippo
- Junpei Takiguchi : Daburanda
- Kazuya Tatekabe : Takeshi Goda

## Box-office
Le film a rapporté 21,1 millions de dollars au box-office.